# De Papeloze Kerk
Das Großsteingrab De Papeloze Kerk (deutsch „die pfarrerlose Kirche“, auch Großsteingrab Schoonoord genannt) ist eine megalithische Grabanlage der jungsteinzeitlichen Westgruppe der Trichterbecherkultur (TBK) bei Schoonoord, einem Ortsteil von Coevorden in der niederländischen Provinz Drenthe.
Die Megalithanlage wurde von Albert Egges van Giffen (1884–1973) im Jahre 1959 unter Verwendung von Steinen des Großsteingrabs Valthe-Valtherveld (D33) restauriert. Es ist die einzige äußerlich in einen nahezu originalen Zustand versetzte Anlage in den Niederlanden. Das Grab trägt die Van-Giffen-Nummer D49.

## Lage
Das Grab befindet sich südlich von Schoonoord in einem Waldstück. Etwa 2,8 km südsüdöstlich liegen die beiden Großsteingräber bei Noord-Sleen (D50 und D51).

## Namensherkunft
Der Name De Papeloze Kerk stammt wahrscheinlich aus dem 16. Jahrhundert und geht auf calvinistische Versammlungen unter freiem Himmel zurück. Johannes Calvin selbst hielt solche Versammlungen in Nordfrankreich ab und bezeichnete sie als Église sans pape. Zeitgenössische Berichte über diesen Brauch bei Schoonoord existieren allerdings nicht.

## Forschungsgeschichte

### 19. Jahrhundert
Das Grab wurde erstmals von Nicolaas Westendorp (1773–1836) erwähnt, der es 1812 besuchte und 1815 hierüber einen Bericht verfasste. Leonhardt Johannes Friedrich Janssen, Kurator der Sammlung niederländischer Altertümer im Rijksmuseum van Oudheden in Leiden, besuchte 1847 einen Großteil der noch erhaltenen Großsteingräber der Niederlande, darunter auch das Grab von Schoonoord, und publizierte im folgenden Jahr das erste Überblickswerk mit Baubeschreibungen und schematischen Plänen der Gräber. 1861 und 1867 wurde es durch Steinsucher stark beschädigt. Janssens Nachfolger Willem Pleyte unternahm 1874 zusammen mit dem Fotografen Jan Goedeljee eine Reise durch Drenthe und ließ dort erstmals alle Großsteingräber systematisch fotografieren. Auf Grundlage dieser Fotos fertigte er Lithografien an. Conrad Leemans, Direktor des Rijksmuseums, unternahm 1877 unabhängig von Pleyte eine Reise nach Drenthe. Jan Ernst Henric Hooft van Iddekinge, der zuvor schon mit Pleyte dort gewesen war, fertigte für Leemans Pläne der Großsteingräber an. Leemans’ Bericht blieb allerdings unpubliziert.

### 20. und 21. Jahrhundert
Zwischen 1904 und 1906 dokumentierte der Mediziner und Amateurarchäologe Willem Johannes de Wilde alle noch erhaltenen Großsteingräber der Niederlande durch genaue Pläne, Fotografien und ausführliche Baubeschreibungen. Seine Aufzeichnungen zum Grab von Schoonoord sind allerdings verloren gegangen. 1918 dokumentierte Albert Egges van Giffen die Anlage für seinen Atlas der niederländischen Großsteingräber. 1938 und 1958 wurde das Grab durch van Giffen archäologisch untersucht. Im Anschluss an die zweite Untersuchung führte van Giffen eine umfassende Restaurierung durch. Hierfür verwendete er auch die letzten erhaltenen Steine des stark zerstörten Großsteingrabs Valthe-Valtherveld (D33). Diese waren 1956 vom Pionierbataillon der Niederländischen Armee von Valthe nach Schoonoord transportiert worden. 1996 erfolgte eine weitere Restaurierung. Seit 1973 ist die Anlage ein Nationaldenkmal (Rijksmonument). 2017 wurde die Anlage zusammen mit den anderen noch erhaltenen Großsteingräbern der Niederlande in einem Projekt der Provinz Drente und der Reichsuniversität Groningen von der Stiftung Gratama mittels Photogrammetrie in einem 3D-Atlas erfasst.

## Beschreibung

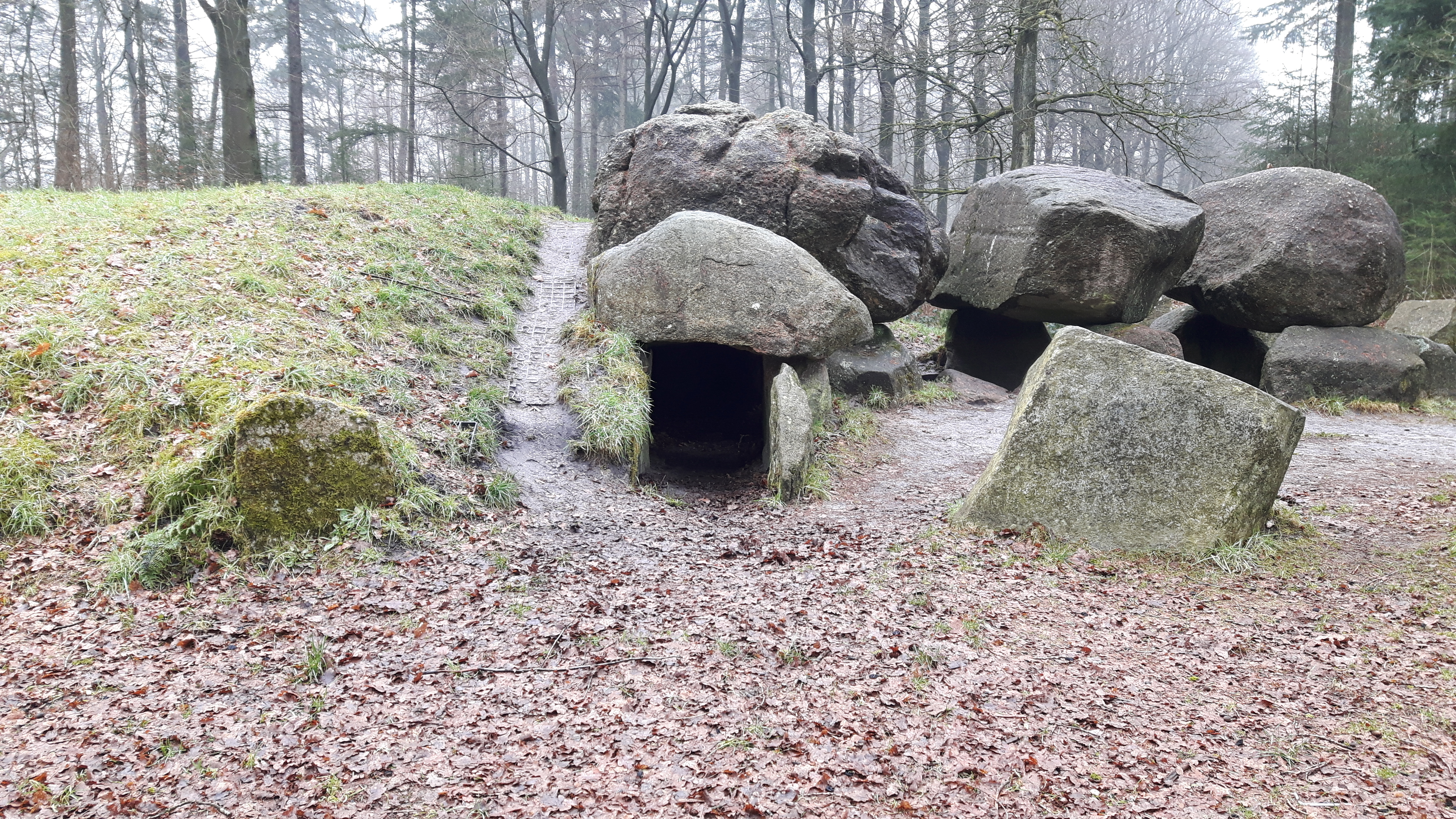
Der Zugangsbereich zur Grabkammer: rechts wurde die Kammer offen gelassen, links wurde die ursprüngliche Hügelschüttung rekonstruiert

Bei der Anlage handelt es sich um ein ostsüdost-westnordwestlich orientiertes Ganggrab. Die rekonstruierte Umfassung besteht aus 28 Steinen. Einer der Umfassungssteine weist an der Außenseite zwei Schälchen auf. Die Grabkammer war ursprünglich vollständig von einem Hügel bedeckt, der in der westlichen Hälfte der Anlage wieder rekonstruiert wurde. Die Kammer hat eine Länge von 12,1 m und eine Breite von 4,7 m. Sie besitzt sechs Wandsteinpaare an den Langseiten, je einen Abschlussstein an den Schmalseiten und sechs Decksteine. Die Lücken zwischen den Steinen waren ursprünglich mit Trockenmauerwerk verfüllt. Dieses wurde 1959 rekonstruiert. An der Mitte der südlichen Langseite befindet sich der Zugang zur Kammer. Diesem ist ein Gang aus zwei Wandsteinpaaren und einem Deckstein vorgelagert.

## Funde

### Bestattungen
Aus dem Grab stammen geringe Reste von Leichenbrand. Die geborgene Menge betrug nur 3,6 g. Die Knochen gehörten zu einem Individuum, dessen Sterbealter und Geschlecht sich nicht mehr bestimmen ließen.

### Beigaben

#### Keramik
Die Grabkammer enthielt 530 Keramikscherben der Trichterbecherkultur, darunter 310 ohne Verzierung. Die Scherben ließen sich zu 150 Gefäßen rekonstruieren. Von diesen ließen sich etwa 100 typologisch und 87 chronologisch genauer bestimmen. Es handelte sich um steilwandige Becher, Schalen, Kümpfe, Schultertassen, Amphoren, Schultergefäße, Trichterbecher und einen Backteller.

#### Tierknochen
Im Grab wurden auch geringe Reste von verbrannten Tierknochen gefunden. Die geborgene Menge betrug nur 0,9 g. Ob es sich um Reste von Werkzeugen oder von Speiseopfern handelte, ließ sich nicht mehr feststellen.

## Datierung
Die aus dem Grab geborgene Keramik datiert in die Stufen 3–7 des von Anna Brindley aufgestellten typologischen Systems der Trichterbecher-Westgruppe. Dies entspricht dem Zeitraum 3300–2760 v. Chr. Die Errichtung der Anlage fällt in Stufe 3 (3300–3250 v. Chr.). Diesem Zeitraum lassen sich 19 Gefäße zuordnen. Aus Stufe 4 (3250–3190 v. Chr.) stammen 16 Gefäße, woraus sich eine leichte Verringerung der Nutzungsintensität der Anlage ableiten lässt. In Stufe 5 (3190–3075 v. Chr.) erfolgte wieder eine verstärkte Nutzung. Für diesen Zeitraum sind 37 Gefäße belegt. Den Stufen 6 (3075–2860 v. Chr.) und 7 (2860–2760 v. Chr.) lassen sich nur 6 bzw. 9 Gefäße zuordnen, was auf eine stark nachlassende Nutzungsintensität hindeutet.